# Tilopa
Tilopa (Sanskrit; Talika or Tilopadā) znan tudi kot Prajna Bhadra je bil  indijski budistični monk v tantrični Kagyu smeri tibetanskega budizma. Rojen je bil leta 988, v mestu Chativavo v Brahmin kasto.
Živel je ob reki Ganges z divjimi damami kot tantrični zdravnik in mahasiddha. Vadil je Anuttarayoga Tantra, sklop duhovnih praks, namenjenih pospešitvi procesa  doseganja razsvetljenja. Postal je nosilec vseh tantričnih smeri, bil je verjetno edina oseba v svojem času, ki je to storila. 

### Življenje
Tilopa se je rodil v duhovniški kasti – po nekaterih virih v kraljevi družini – vendar je po sprejemu ukazov Dakinija (ženskega bude, čigar dejavnost navdihuje za  poklic zdravnika), ki mu je rekla, naj sprejme  mendikant in itinerantni obstoj. Od začetka je Tilopi jasno povedala, da njegovi pravi starši niso osebe, ki so ga vzgajale, ampak so bile primordialna modrost in univerzalna praznina. Po nasvetih dakinov Dakinija je Tilopa postopoma  sprejel meniško življenje in monaške zaobljube ter postal eruditski učenjak. Pogosti obiski njegovega učitelja Dakinija so še naprej usmerjali njegovo duhovno pot in  manjšali vrzel  do razsvetljenja.  
Rodil se je bodisi v Chativavu (Chittagong) bodisi v Jagori v Bengalu v Indiji. 
Začel je potovati po Indiji in bil poučevan s strani mnogih gurujev: 
- od Saryape je     izvedel za notranje toplote (sanskrt: caṇḍalī, Tib. tummo, notranja vročina);
- od Nagarjune je     prejel sijočo svetlobo (sanskrt: prabashvara) in iluzorno telo (sanskrt:     maya deha, Tib. gyulu) poučevanja (Cakrasaṃvara Tantra), Lagusamvara     tantra, ali Heruka Abhidharma;

- od Lawapa,     sanjska joga;
- od Sukhasiddhija,     učenja o življenju, smrti in bardu (med življenjskimi državami in prenosom     zavesti) (fowa);
- od Indrabhuti, je     izvedel za modrost (prajña);
- in od Matangija,     o vstajenju mrtvega telesa.

### Poučevanja
6 nasvetov
Tilopa je dal Naropi nauk o Šestih besedah nasvetov, ki so izvirni Sanskrt ali Bengali. Besedilo nas je doseglo v tibetanskem prevodu. V tibetanskem jeziku se poučevanje imenuje gnad kyi gzer drug – dobesedno: »šest žebljev ključnih točk« –  primernost naslova postane jasna, če se upošteva pomen angleškega idiomatskega izraza »zadeti žebljico na glavico«. 
Po mnenju Kena McLeoda besedilo vsebuje natanko šest besed; oba angleška prevoda, navedena v naslednji tabeli, sta pripisana njemu.  
| Dobesedni prevod         | Razlagalni prevod                  | Tibetanski prevod |
| Ne prikliči priklicuj    | Izpusti to, kar je minilo          | mi mno            |
| Ne predstavljaj si       | Pozabi na to, kar bi lahko prišlo  | mi bsam           |
| Ne razmišljaj            | Izpusti to, kar se dogaja trenutno | mi sems           |
| Ne preiskovati preiskuj  | Ne poskušaj ugotoviti vsega        | mi dpyod          |
| Ne kontrolirati nadzoruj | Ne trudi se, da se nekaj zgodi     | mi sgom           |
| Počivaj                  | Sprosti se trenutno in počivaj     | rang sar bzhag    |

Tilopa nas želi naučiti da odrežemo označevanje in reaktivnost v odnosu do tega, kar se dogaja – misli, čustva ali fizični občutki. Ne skrbi, kaj se dogaja. Namesto tega naj nastane naravno, brez presoje. Ne pregleduj. Ne poskušaj ničesar ugotoviti.
Navodila mahamudre
Tilopa je Navodila mahamudre predala Naropi s pesmijo, znano kot "The Ganges Mahamudra" ena stanca, ki se glasi: 
The fool in his ignorance, disdaining Mahamudra, 
Knows nothing but struggle in the flood of samsara. 
Have compassion for those who suffer constant anxiety! 
Sick of unrelenting pain and desiring release, adhere to a master, 
For when his blessing touches your heart, the mind is liberated. 

### Biografija
Tilopa je že zgodaj študiral in obvladal budistična besedila. Ko je zapustil samostan in več let meditiral, je ponoči delal pri prostitutkah, podnevi pa kot prodajalec sezama na tržnici v Vzhodni Indiji. Po tem poklicu je dobil tudi svoje ime: Til v sanskrtu pomeni "sezamovo seme".

Stanje radosti Bude Dorje Čanga velja za njegovega glavnega učitelja. Od njega je v meditaciji neposredno prejel prenose budistične tantre. Ker so to njegovi učenci težko razumeli, se je preselil po Indiji in ponovno zbral vsa sporočila starodavnih mahasiddha rodov. Tilopa je prejel sporočila štirih učiteljev z različnih koncev sveta.

#### Štirje tokovi ustnih navodil (Štir temeljne smeri)
Vhod:
Buda Šakjamuni - Indra Bhodi - Visukapala - Saraha - Nagardžuna - Tilopa. Tantra, ki je tu predstavljena, je Ghyasamaja Tantra (Sangwa Düpa) in je praksa Iluzornega telesa in Čiste svetlobe.
   Sever:
Šakjamuni - Indrabodhi - Sumati - Tanglopa - Šinglopa - Kanaripa - Dzalendaripa - Krišnačarija (ali Čariapa) - Tilopa. Tantra: Mahamaya Tantra in Vajracaturpita Tantra, praksa: Notranja toplota (Tummo) in Phowa.
   Zahod:
Šakjamuni - Indrabodhi - Drombipa - Vinasa - Lawapa - Tilopa. Tantra: Hevajra, vadba: sanjska joga.
   Jug:
Šakjamuni - Ratnamati (Mandžušri) - Sukhanata (Ljubeče oči) - Saraha - Luipa - Tengipa - Darikapa - Sukhasiddhi (ali Sukhadhari in Gantapara) - Tilopa. Tantra: Čakrasamvara tantra, Vaja: Notranja toplota in Bardo

Marpa v svoji življenjski zgodbi o Tilopi tantre in prakse dodeljuje nekoliko drugače: po njegovem je Tilopa prakso iluzornega telesa ter prakse phowa in bardo prejel od Nagardžune, jogo sanj od Čarjepe, jasno svetlobo od Lavape in prakso notranje toplote od dakinija Kalpabhadre.

Tilopa je upodobljen kot realizator s kostnimi okraski in z ribo v roki. Riba je posledica njegovega srečanja z Naropo, ko je lovil ribe in jih ocvrl v ponvi, da bi preveril Naropino zaupanje.

#### Učenec
Glavni učenec Tilopa je postal Naropa, ta pa je posredoval sporočila svojemu glavnemu učencu Marpi.

Naropa jih je oblikoval v "Šest Naropinih učenj". Sestavljajo "pot metode" linije Kagyu in so skupaj s "potjo vpogleda" (od Maitripe do Marpe) še danes glavna sestavina šole Kagyu. Meditacija na Učitelja" (Guru joga) je bistvo "poti metode" in "poti vpogleda". Vse vodijo do izkušnje Mahamudre (Velikega pečata ali Velikega simbola).